# 80 (szám)
A 80 (nyolcvan) a 79 és 81 között található természetes szám.

## A szám a matematikában
A tízes számrendszerbeli 80-as a kettes számrendszerben 1010000, a nyolcas számrendszerben 120, a tizenhatos számrendszerben 50 alakban írható fel.
A 80 páros szám, összetett szám. Kanonikus alakja 24 · 5, normálalakban a 8 · 101 szorzattal írható fel. Tíz osztója van a természetes számok halmazán, ezek növekvő sorrendben: 1, 2, 4, 5, 8, 10, 16, 20, 40 és 80.
Áltökéletes szám.
Palindromszám 3-as (22223), 6-os (2126), 9-es (889), 15-ös (5515), 19-es (4419) és 39-es (2239) számrendszerben.
A 80 egyetlen szám valódiosztóösszeg-függvényeként áll elő, ez a 79²=6241.

## A tudományban
- A periódusos rendszer 80. eleme a higany.

## A vallásban
- A buddhizmus tanítása szerint a nagyszerű embernek 32 fő és 80 másodlagos jellemzője van.
- Mózes 80 éves volt, amikor Áronnal a fáraó elé járult (2Móz 7:7).

## Az irodalomban
- Jules Verne: 80 nap alatt a Föld körül